# Eucalyptus canobolensis
Eucalyptus canobolensis là một loài thực vật có hoa trong Họ Đào kim nương. Loài này được (L.A.S.Johnson & K.D.Hill) J.T.Hunter mô tả khoa học đầu tiên năm 1998.